# Distretto di Kal'mius'ke
Il distretto di Kal'mius'ke (in ucraino Кальміуський район?, Kal'mius'kij rajon; in russo Кальмиусский район?, Kal'miusskij rajon) è uno dei tre distretti amministrativi in cui è divisa la città di Kal'mius'ke. L'area del rajon è controllata dalla Repubblica Popolare di Doneck, che continua a utilizzare le vecchie divisioni amministrative dell'Ucraina precedenti al 2020.